# Kento Dodate
Kento Dodate (土館 賢人 Dodate Kento?), född 23 augusti 1992 i Kanagawa prefektur, är en japansk fotbollsspelare.
Dodate började sin karriär 2016 i Grulla Morioka. 2018 flyttade han till YSCC Yokohama.